# 松平勝善
松平 勝善（まつだいら かつよし）は、江戸時代後期の大名。伊予国松山藩の第12代藩主。定勝系久松松平家宗家13代。

## 生涯
薩摩藩主・島津斉宣の十一男として誕生した。母は側室の百十（真如院殿）。天保3年（1832年）、松平定通の養嗣子となる。天保6年（1835年）、養父の卒去により松山藩15万石を継承する。間もなく隠岐守に転じ溜間詰に任ぜられる。天保8年（1837年）、大塩平八郎の乱に出兵。同年、12代将軍・徳川家慶の名代として御使に任ぜられ上洛するも、仁孝天皇不予のため拝謁は賜らなかった。天皇の思し召しにより、江戸へ帰館後、左近衛権少将に昇任。
勝善もまた子宝に恵まれなかった。田安徳川家当主・徳川斉匡の子・錦之丞を養子とすることが内定しており、天保8年（1837年）11月25日には正式決定していた。しかし翌天保9年（1838年）に越前福井藩主・松平斉善が突然死去した際、将軍・徳川家慶の意向により錦之丞はそちらの跡取りとされ、勝善との養子縁組話は解消された。この錦之丞がのちの幕末の名君として知られる松平春嶽である。このため勝善は弘化4年（1847年）に先代・定通の娘・令姫を養女とし、讃岐国高松藩主・松平頼恕の六男・増之助（のち勝成）を婿養子とした。
嘉永5年（1852年）、養曾祖父・定国の代に落雷で焼失した松山城本壇が復興され、翌々年には落成式典が盛大に催された。安政3年（1856年）8月11日（8月10日とも言われている）、江戸松山藩邸にて卒去。享年40。

## 血筋
島津家からの養子ではあるが、島津綱貴（斉宣から5世代前の先祖）の生母の真修院が松平定頼（久松松平家3代）の娘というつながりがある。

## 系譜
- 父：島津斉宣（1774年 - 1841年）
- 母：百十 - 真如院殿、島津樵風養女
- 養父：松平定通（1805年 - 1835年）
- 養母：貞寿院殿 - 徳川斉匡四女
- 正室：鏈 - 酒井忠器娘
- 継室：猶 - 酒井忠器娘
- 側室：中田氏
  - 女子：邦（1843年 - 1904年） - 貞恭院殿、松平勝成養女、松平定昭正室
- 養子
  - 男子：松平勝成（1832年 - 1912年） - 松平頼恕の三男
  - 女子：令姫（1832年 - 1854年） - 清亮院殿、松平勝成正室、松平定通娘